# Ozimops planiceps
Ozimops planiceps is een Australische vleermuis uit het geslacht Ozimops die voorkomt in Zuidoost-Australië ten westen van het Groot Australisch Scheidingsgebergte in Victoria, New South Wales, Zuidwest-Queensland en Oost-Zuid-Australië. Het is de nominaatvorm van wat eerder als een grote soort Ozimops planiceps sensu lato werd opgevat.

## Verspreidingsgebied
Deze soort werd traditioneel een grote verspreiding toegedicht in het midden en zuiden van Australië, maar taxonomisch onderzoek maakte duidelijk dat er binnen de oude definitie van O. planiceps minstens drie soorten bestaan. Het was aanvankelijk onduidelijk welke soort hiervan de naam O. planiceps kon blijven dragen; de typelocatie van O. planiceps (Sydney) ligt buiten het verspreidingsgebied van elk van de drie soorten, maar binnen het verspreidingsgebied van Micronomus norfolkensis en Ozimops ridei.

## Kenmerken
Deze vleermuis heeft een lange vacht die aan de bovenkant van het lichaam grijsbruin en aan de onderkant lichter is. De naakte huid van onder andere de vleugels en de neus is grijsbruin. De penis is lang (meer dan 9 mm). De kop-romplengte bedraagt 54 tot 55 mm, de staartlengte 25 tot 33 mm, de voorarmlengte 30,6 tot 35,7 mm en het gewicht 6,8 tot 13,0 g.